# 蛤蜊炖蛋
《蛤蜊炖蛋》是一首歌曲，發佈於2022年月。由王渊超作詞，王渊超作曲，王渊超編曲，王渊超演唱。歌词用沪语写成。歌曲致敬在上海2019冠状病毒病疫情中深处一线的抗击疫情工作者。